# Gary Grigsby's World at War
Gary Grigsby's World at War est un jeu vidéo de type wargame développé par 2by3 Games et publié par Matrix Games en 2005 sur PC. Le jeu simule la Seconde Guerre mondiale à grande échelle. Le joueur peut commander les forces de l’Allemagne, du Japon, de la Russie, de la Chine ou des Alliés. Le jeu se déroule au tour par tour entre 1940 et à l’automne 1946. Chaque tour correspondant à trois mois de combats et de production lors desquels les joueurs peuvent déplacer leurs armées sur la carte, gérer la logistique, créer de nouvelles unités et rechercher de nouvelles technologies,,.
Le jeu bénéficie d'une extension, baptisée Gary Grigsby's World at War: A World Divided et publiée en 2007, qui simule le conflit entre les Alliés et l'URSS après la défaite de l'Allemagne, entre 1946 et 1948.

## Accueil
| Gary Grigsby's World at War |      |       |
| Média                       | Nat. | Notes |
| Canard PC                   | FR   | 4/10  |
| Computer Gaming World       | US   | 3.5/5 |
| GameSpot                    | US   | 84 %  |
| GameSpy                     | US   | 85 %  |
| IGN                         | US   | 85 %  |
| Jeuxvideo.com               | FR   | 12/20 |
| Joystick                    | FR   | 7/10  |